# Дервисис, Йоргос
Йоргос Дервисис (греч. Γιώργος Δερβίσης; род. 30 октября 1994, Греция) — греческий ватерполист, игрок сборной Греции. Серебряный призёр летних Олимпийских игр 2020 года, серебряный призёр чемпионата мира 2023 года, двукратный бронзовый призёр чемпионатов мира 2015 и 2022 годов, серебряный призёр Средиземноморских игр 2018 года. Участник двух Олимпийских игр (2016 и 2020 годов).

## Карьера
На клубном уровне Йоргос Дервисис в основном играл за чемпионов серии «Олимпиакос» из Греции.
На чемпионате мира в Казани в 2015 году Йоргос в составе национальной сборной завоевал бронзовую медаль.
В 2016 году принял участие в летних Олимпийских играх в Бразилии. Греция на том турнире вышла в четвертьфинал, где уступила итальянцам. В ходе турнира Дервисис забил три гола.
В 2018 году Йоргос в составе сборной Греции по водному поло стал серебряным призёром Средиземноморских игр, которые состоялись в испанской Таррагоне.
В 2021 году принимал участие в летних Олимпийских играх в Токио, где греки неожиданно дошли до финала, уступив в решающем матче сербам и завоевали серебряные медали. В составе греческой сборной играл Дервисис.
В 2022 году на чемпионате мира в Будапеште сборная Греции уступила итальянцам в полуфинале. Матч за третье место греки выиграли у Хорватии со счетом 9:7, а Йоргос стал двукратным бронзовым призёром чемпионатов мира. На Чемпионате мира в Фукуоке греки обыграли Черногорию со счетом 10:9 в четвертьфинале и сербов со счетом 13:7 в полуфинале. В финальном матче против Венгрии потребовалась серия пенальти, которую венгры выиграли. На этом турнире Дервисис входил в состав сборной Греции.